# Watertoren (Oldenzaal)
De watertoren van Oldenzaal is ontworpen door J.P. Hazeu en is gebouwd in 1905. De toren heeft een hoogte van 31,7 meter en heeft een waterreservoir met een inhoud van 250 m³.
In 2003 moest op last van de gemeente de bovenkant van toren worden verwijderd. Er vielen brokstukken van de toren, en reparatie was niet meer mogelijk.
In 2006 is de kop herbouwd en is de toren geschikt om in te wonen. In de kop zijn momenteel vier verdiepingen.
In de watertoren bevinden zich alleen een lift, een stalen wenteltrap en een vloer op een hoogte van 11 meter. De woning zelf is gebouwd op de vloer van 22 meter.
Almelo
(Oude ·
Spinnerij ·
Sluiskade ·
Reggestraat) ·
Borne ·
Daarle ·
Delden ·
Deventer ·
Enschede
(Hoog & Droog ·
Janninktoren ·
Menkotoren) · 
Goor ·
Hengelo
(Oude ·
Stork, 1902 ·
Stork, 1917) ·
Kuinre ·
De Lichtmis · 
Lutten ·
Nijverdal
(Oude ·
Nieuwe) ·
Oldenzaal ·
Olst ·
Ootmarsum ·
Raalte · 
Sint Jansklooster ·
Steenwijk ·
Steenwijkerwold ·
Vriezenveen · 
Zwolle